# Radgonica
Radgonica je naselje v Občini Litija.